# Advokáti do škol
Advokáti do škol je projekt České advokátní komory, který se snaží zlepšit právní povědomí u studentů středních škol v Česku.
Projekt má v gesci Výbor pro vnější vztahy České advokátní komory, který také určuje témata a okruhy. Projekt byl spuštěn v roce 2018 a v lednu 2022 do něj bylo zapojeno 160 advokátů.
Projekt se setkal s pozitivním ohlasem například u žáků gymnázia Mikuláše Koperníka v Bílovci nebo u žáků Střední průmyslové školy elektrotechnické Františka Křižíka v Praze.
V rámci tohoto projektu je možné pořádat i simulovaný soudní proces, kdy si studenti zvolí případ, následně jej zpracují pod vedením advokáta a v rámci "soudní síně" se utkají různé školy mezi sebou. První simulovaný soudní proces v této podobně se uskutečnil pod vedením Ronalda Němce díky podpoře Aleše Fikkera, předsedy Okresního soudu v Karlových Varech.
Za Českou advokátní komoru jsou za projekt odpovědní Daniela Kovářová a Ronald Němec.